# Hichem Cherif
Hichem Cherif est un joueur de football algérien né le 1er août 1991 à Oran en Algérie. Il évolue au poste d'attaquant.